# Albert Niemann
Albert Wilhelm Karl Niemann (Erxleben, prop de Magdeburg, 15 de gener de 1831 - Berlín, 13 de gener de 1917) fou un tenor alemany amb una trajectòria especialment associada amb les òperes de Richard Wagner. Va fer estrenes importants a França, Alemanya, Anglaterra i els Estats Units, i va cantar Siegmund en la primera producció completa de Der Ring des Nibelungen (Bayreuth, 1876).
Fill d'un hostaler, primerament fou constructor mecànic, però més el revessos de la fortuna el portaren a desenvolupar altres oficis i el 1849 va romandre en una companyia dramàtica i després fou corista d'òpera. Un dels directors es fixà en la seva bella veu de tenor, i emprengué la seva educació musical que completà a París al costat del cèlebre Gilbert Duprez.
Es presentà per primera vegada a Halle i en poc temps conquistà gran celebritat, tanta que Wagner el va fer contractar perquè cantés el seu Tannhauser a París. El 1866 ingressà en l'Staatsoper Unter den Linden (Òpera Imperial de Berlín) i representà amb èxit creixent les principals obres del repertori, acabant de consolidar la seva reputació en els nombrosos viatges que va fer a l'estranger inclús a Nord-americà.
Les grans obres wagnerianes trobaren en Niemann un intèrpret de primer ordre, pel qual prengué una part important en els festivals de Bayreuth, distingint-se també en les òperes de Gluck, Weber, Spontini, Auber, Halévy, Meyerbeer, etc.
El 1859 va contraure matrimoni amb l'actriu Maria Scebach, de la que se'n separà, casant-se llavors amb la també actriu Euduvigis Raabe.